# 幽灵车站

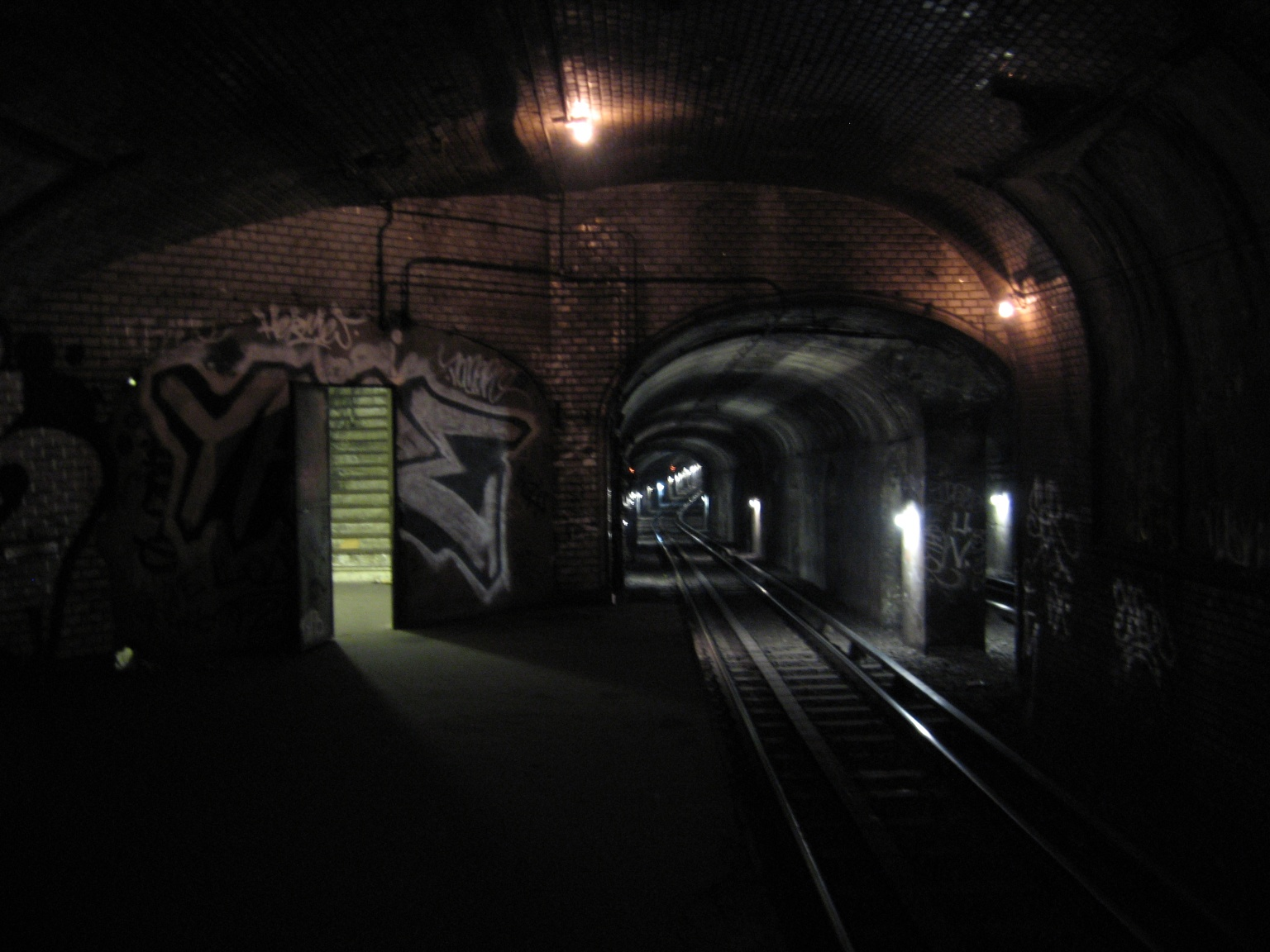
巴黎地鐵的聖馬丁站 (巴黎)廢棄月台

幽灵车站是一種鐵路廢站，通常特指處於非使用狀態（尚未啟用或營運取消）的鐵路地下化車站，沒有列車服務停靠，也難以從地面上進入。

## 德國

柏林幽灵车站地图，除腓特烈大街站外，圖中其他位於東柏林的車站均為幽靈車站。

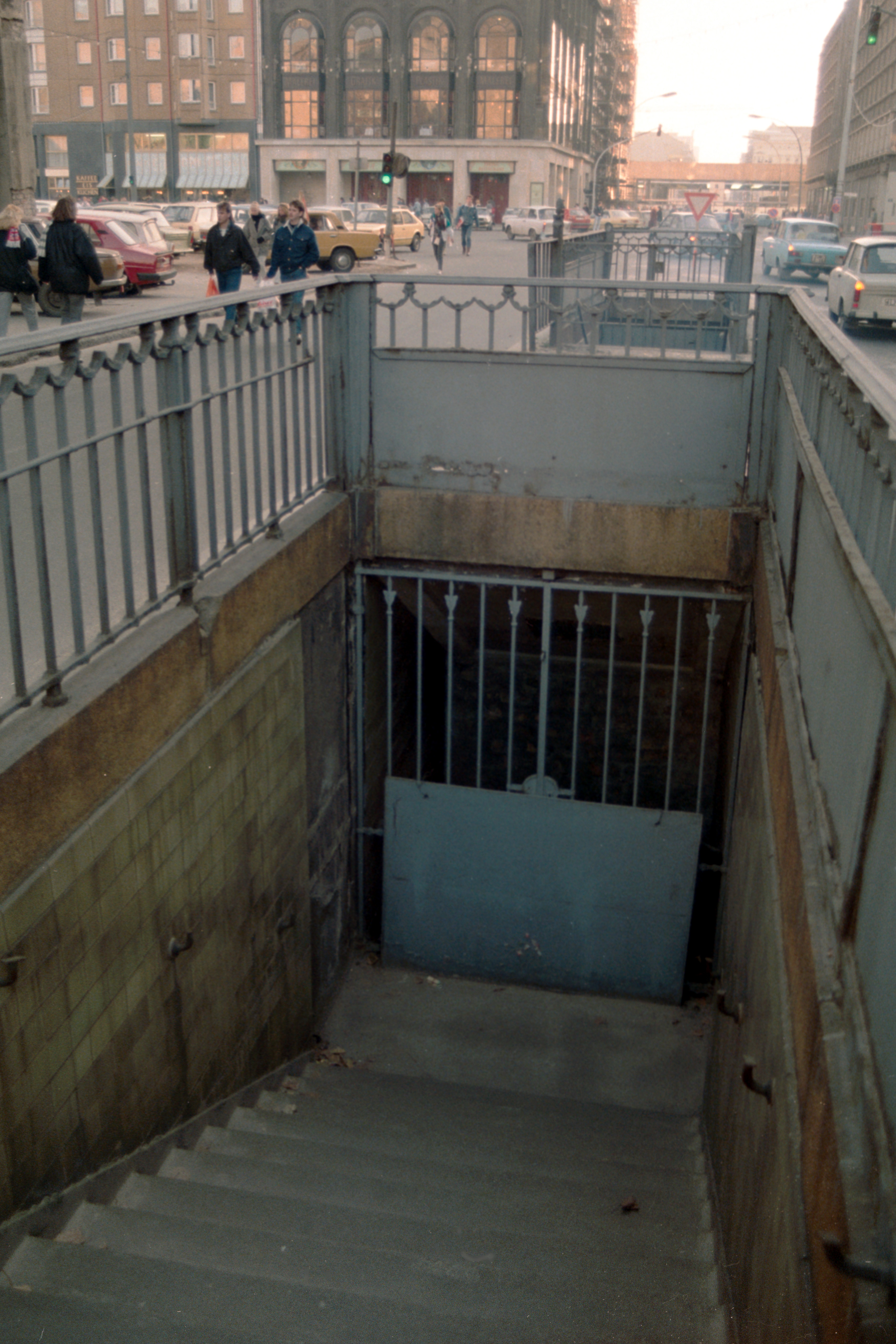
1989年柏林地鐵市中心站封闭的入口

在德國，幽靈車站（德語：Geisterbahnhöfe）一詞用以代指1961年至1989年間因柏林圍牆分割城市而关闭的柏林地铁和柏林快铁的车站。西柏林列车大多直接驶过这些位于东德领土的车站。此词亦用到其他终止营运的地铁车站上。

### 背景
1961年东德政府修筑柏林墙后，柏林市的公共交通网络亦遭切断。部分线路一分为二，但有些线路在穿过边境后又重新返回出发一侧，例如柏林地铁的柏林地鐵U6線、柏林地鐵U8線以及柏林城铁南北鐵路隧道的地下线路。这三条线路主体位于西柏林，但其中有一部分线路通過市中心区域的东柏林领土。
对于西柏林乘客来说，乘坐地铁仍可以通过东柏林领土的地下，但因技术原因限制车速有所减慢，落在區內的车站除了腓特烈大街站之外均遭到封閉。西柏林乘客逐渐开始以“幽灵车站”一词代指这些可從车窗中看到的這些照明黯淡、守卫严密的车站。
在西柏林地铁图上，这些车站标注為“不停靠车站”（Bahnhöfe, auf denen die Züge nicht halten），而东柏林的地铁图上则不标注这些穿过东德领土的西柏林线路。
这些车站对以上的西柏林线路运营是必不可少的，由于位于东德领土內，西德技术人员难以维护沿线轨道。一旦列车在东德领土发生故障，车上乘客需等待东德边防警察到达车厢并护送疏散。东德政府亦有时暗示西柏林，稱他们可能关闭东德领土上的西德线路，但这一情况从未发生。
關闭的车站月台上放置有铁丝网，以免东德逃亡者通过地铁隧道越境。输电的第三轨亦成为了防止越境的一种手段。车站的入口楼梯封死，标志也遭到移除。车站中也設置警察值班室，可监控整个站台。

### 车站列表
本列表仅列出西柏林列车通过但不停站的车站。因线路关闭而不再有列车通行的车站不在此列。
| 1961-1989年柏林轨道交通幽灵车站列表 | 1961-1989年柏林轨道交通幽灵车站列表 | 1961-1989年柏林轨道交通幽灵车站列表 | 1961-1989年柏林轨道交通幽灵车站列表                                                          | 1961-1989年柏林轨道交通幽灵车站列表 |
| 柏林快铁南北线（S1及S25）           | 柏林快铁南北线（S1及S25）           | 柏林快铁南北线（S1及S25）           | 柏林快铁南北线（S1及S25）                                                                    | 柏林快铁南北线（S1及S25）           |
| 编号                                | 车站                                | 重开放日期                          | 附注                                                                                         | 开放次序                            |
| ----------------------------------- | ----------------------------------- | ----------------------------------- | -------------------------------------------------------------------------------------------- | ----------------------------------- |
| 1                                   | 波荷木大街站                        | 1990年12月12日                      |                                                                                              | 7                                   |
| 2                                   | 柏林北站                            | 1990年9月1日                        |                                                                                              | 6                                   |
| 3                                   | 奥拉宁堡街站                        | 1990年7月2日                        | 第一个开放的快铁站                                                                           | 5                                   |
| 4                                   | 菩提树大街站                        | 1990年9月1日                        | 今名勃兰登堡门站                                                                             | 6                                   |
| 5                                   | 波茨坦广场站                        | 1992年3月3日                        |                                                                                              | 8                                   |
| U 6                                 |                                     |                                     |                                                                                              |                                     |
| 1                                   | 施瓦茨科夫街站                      | 1990年7月1日                        |                                                                                              | 4                                   |
| 2                                   | 自然博物館站                        | 1990年7月1日                        |                                                                                              | 4                                   |
| 3                                   | 奥拉宁堡門站                        | 1990年7月1日                        |                                                                                              | 4                                   |
| 4                                   | 法兰西大街站                        | 1990年7月1日                        |                                                                                              | 4                                   |
| 5                                   | 市中心站                            | 1990年7月1日                        | 仅关闭了U6站台，东柏林地铁A线（今日柏林地铁U2线的一部分）仍开放。                            | 4                                   |
| U 8                                 |                                     |                                     |                                                                                              |                                     |
| 1                                   | 贝尔瑙尔大街站                      | 1990年4月12日                       | 柏林墙开放后该站无需证件即可进入西柏林                                                       | 3                                   |
| 2                                   | 罗森泰尔广场站                      | 1989年12月22日                      | 柏林墙开放后设有临时检查站                                                                   | 2                                   |
| 3                                   | 韦迈斯特大街站                      | 1990年7月1日                        |                                                                                              | 4                                   |
| 4                                   | 亚历山大广场站                      | 1990年7月1日                        | 仅关闭了U8站台，东柏林地铁A线（今日柏林地铁U2线的一部分），E线（U5）和城铁线路的站台仍开放。 | 4                                   |
| 5                                   | 亞諾維茨橋站                        | 1989年11月11日                      | 仅关闭了U8站台，东柏林城铁站台仍开放。柏林墙开放后设有临时检查站。                           | 1                                   |
| 6                                   | 海因里希-海涅大街站                 | 1990年7月1日                        |                                                                                              | 4                                   |

## 法國
在法國，幽靈車站（法語：Stations fantômes）是巴黎地铁中那些日常不对公众开放的车站。由于历史或商业上的原因，这些车站目前没有使用，也无法通过一般途径进入，只有在特定的日期，才会有特殊班次的地铁运载观光者开往其中的个别车站。
这些幽灵车站中，有不少是在二战爆发一時封站，其中有的就持续关闭下去，而有的则移作他用，有的车站建成之后就从来未对公众开放过，还有的车站只存在地下结构但从未有地铁路线经过。

## 英國

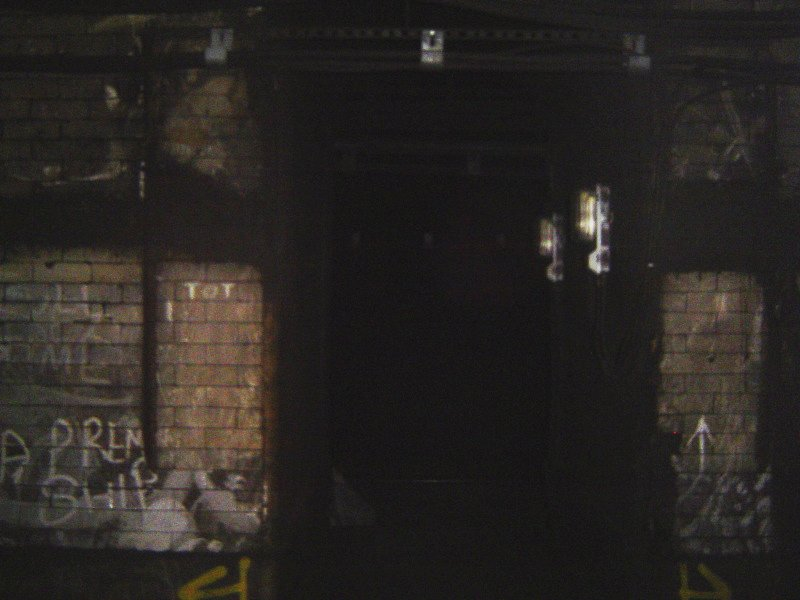
倫敦地鐵在市中心的大英博物館站

英國的倫敦地鐵也有許多處於關閉狀態的幽靈車站。當中有些站是由於使用量低迷而遭到廢棄（如奧德維奇站），也有為了迎接新路線而先行施工，但隨著計畫取消而遭到閒置者（如貝克盧線延伸計畫上的部分車站）。其他停用原因則包括行駛路線的更改（如查令十字站的地下站體）或是由鄰近的新車站取代（如大英博物館站）。

## 美国
辛辛那提地铁全网所有地下车站。该地铁系统始建于二十世纪早期，但从未竣工投入使用。

## 中国大陆
北京地铁1号线西端部分车站（53号站和福寿岭站）至今尚未对公众开放，其中福寿岭站曾有通勤列车停靠，53号站设有换向用灯泡线。目前福寿岭站已经计划在未来启用。
天津地铁目前共有两座关闭车站：新华路站为天津地铁既有线的终点站，大约位于新华路与南京路的交叉口。于2001年10月9日既有线停运改造后（因改造困难）被关闭，是中国历史上第一个被永久关闭的地铁站，目前地面出入口已被拆除，只能通过轨道进入。而营口道站则因车站在2001年10月9日既有线停运改造后被迁移至旧车站西侧，使得旧营口道站随新华路站一同被永久关闭。
在深圳地铁7号线中，至今有两站尚未对公众开放。分别是文体公园站和福邻站。其中，福邻站是因为最初施工时遭周边大部分居民反对，故最终施工方案将福邻站按照预留站施工，同时也是为深港河套开发预留。目前福邻站所有7号线的列车都只能不停靠通过。而文体公园站雖然已經全面建成，但目前仅限地铁内部职工通勤前往深云车辆段而开放，尚未对公众开放。开通日期有待確定。
上海地铁14号线龙居路站因受附近军用船厂拆迁问题影响，消防逃生无法达到国家法规规定，虽然已经完全建设，但无法办理乘降业务，所有列车均不停站通过（限速40km/h）。开业时间暂无定论，但是预计在2027年前开业。站前单渡线可正常使用。

## 香港
在前九鐵系統中，則有一個幽靈車站，即東鐵線落馬洲支線的古洞站，興建初期只有地下混凝土結構框架（包括月台）及緊急通道，直至2023年9月才再次動工續建（現時初步預計將於2027年之間完成啟用，換言之將會最少丟空逾20年），此站才會啟用。

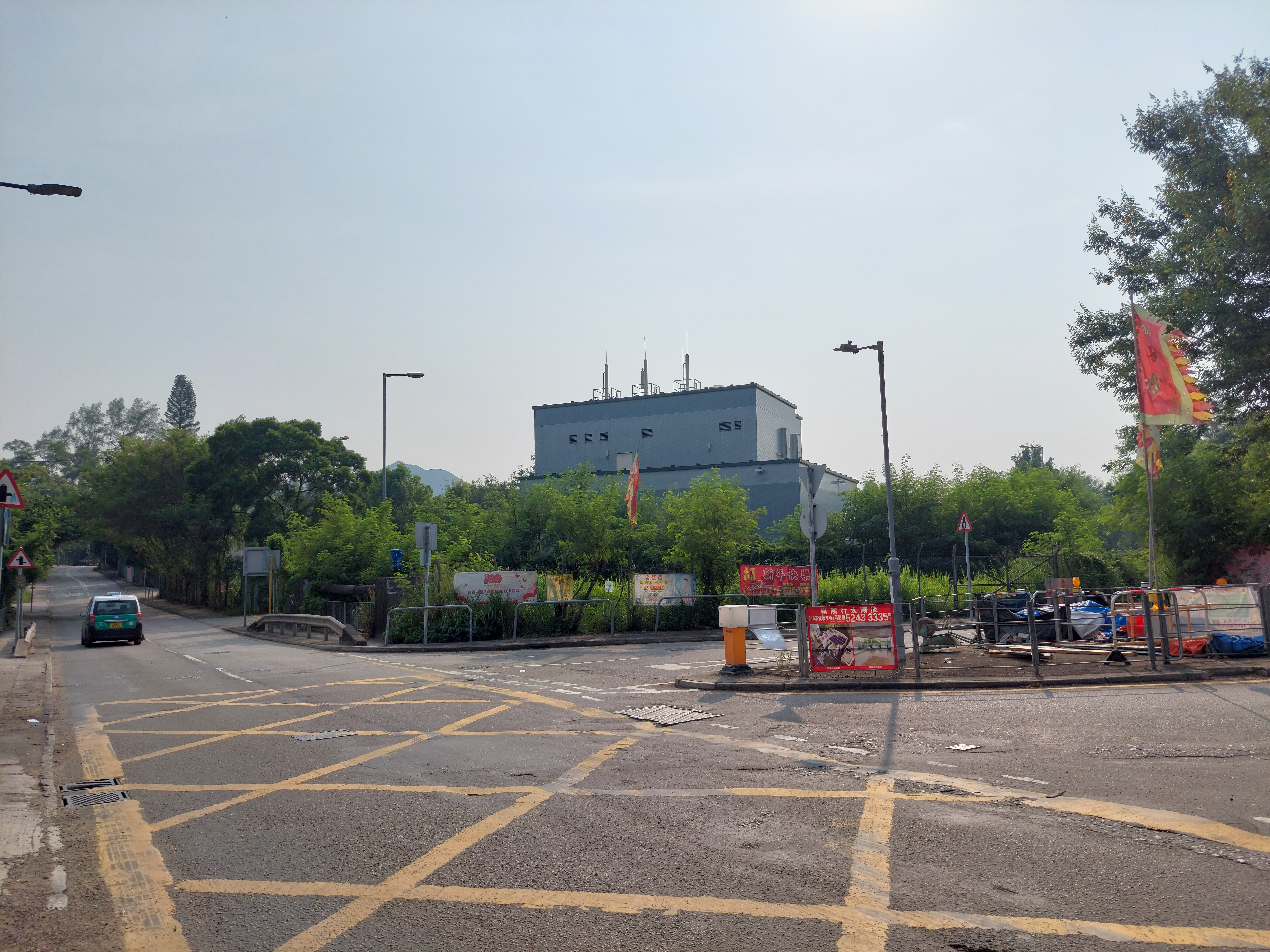
古洞站預留位置，現為東鐵綫緊急通道（2022年9月）
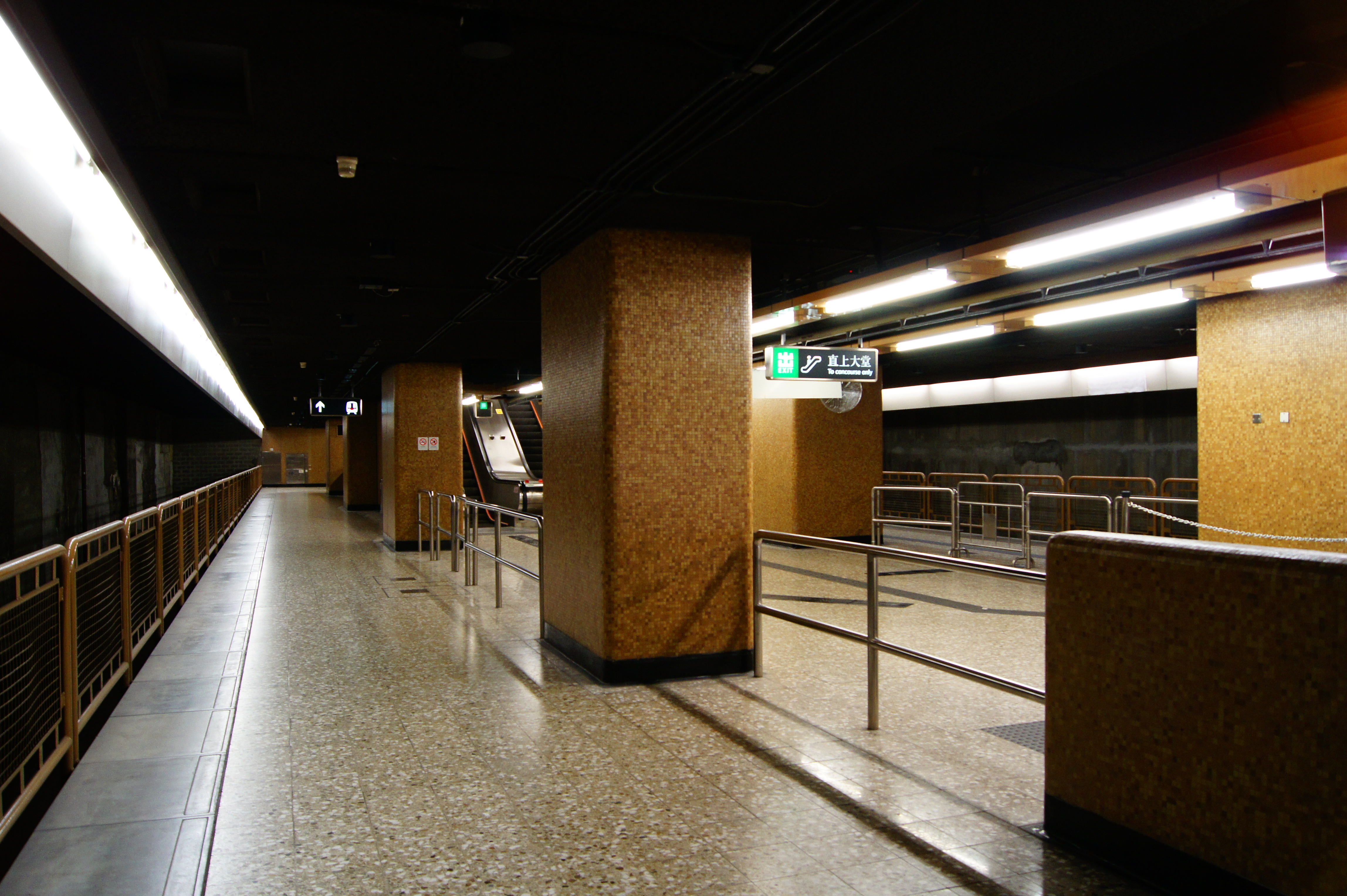
上环站的林士站预留月台，现已被封闭改造成大堂（2010年8月）
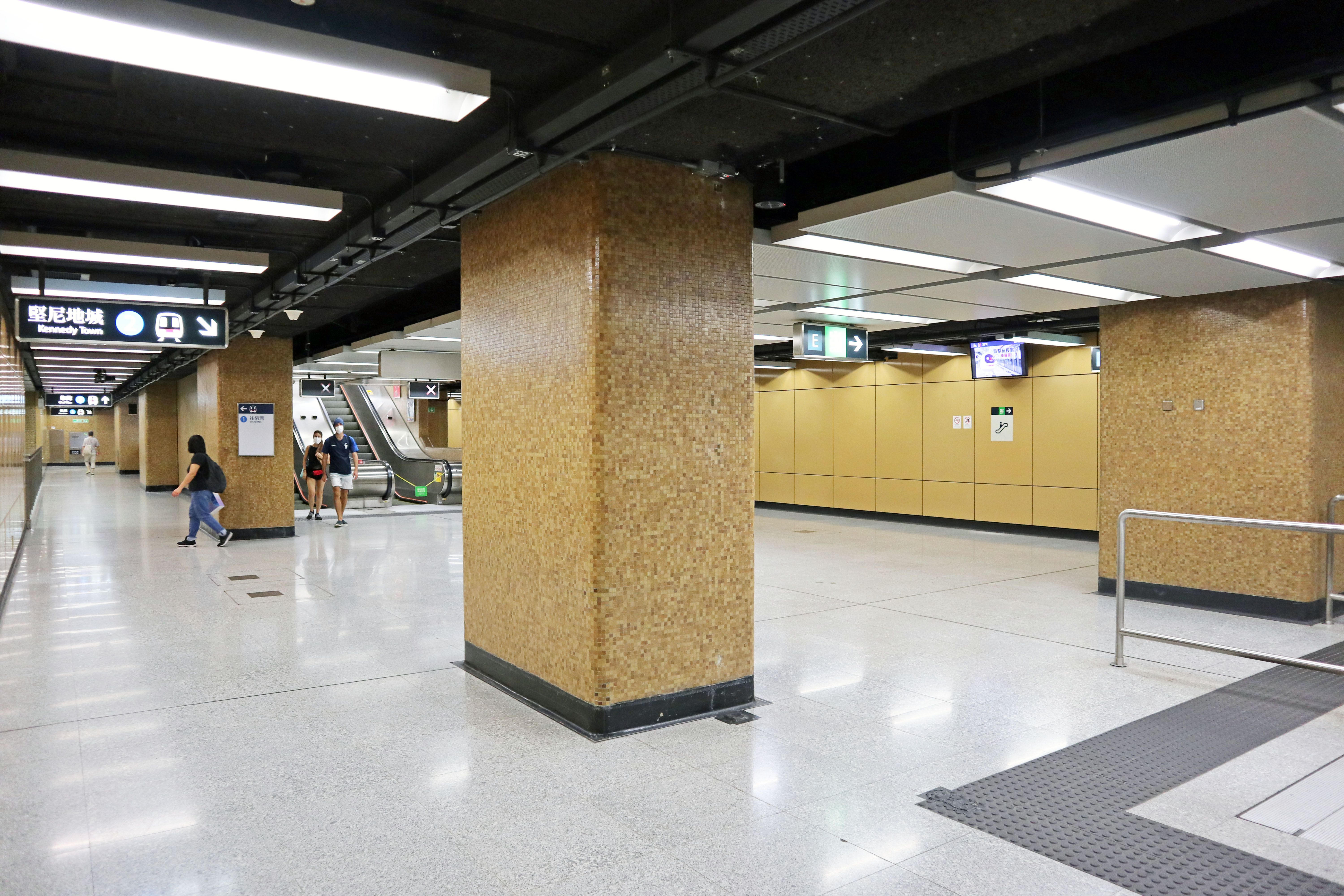
填平後的林士街月台，現為上环站E出口通道（2020年8月）

在港鐵市區線系統中，上環站包含了一个1970年東九龍綫方案的终点站“林士站”的月台，由于该方案被延迟，为了保障上环站的建设，所以预留了林士站的月台，而其大堂结构也划归上环站使用，随着该方案的调整，该月台成为了废弃结构，現軌床部分已被填平並改造為消防樓梯，而原月台與軌床部分的間隙也已被封閉。

### 已停用之路線及車站
- 和合石支線：和合石站（全線已關閉及清拆）
- 沙頭角支線：粉嶺站、洪嶺站、禾坑站、石涌凹站、沙頭角站（粉嶺站的九廣鐵路主線部分仍然運作，整條沙頭角支線除粉嶺站、洪嶺站車站建築外其餘部分均已清拆）
- 九廣鐵路（英段）（主線）：舊大埔墟站（現在的新大埔墟站在新達廣場側，舊大埔墟站被改造成香港鐵路博物館）、大埔滘站、舊尖沙咀站